# Soccerinho
Soccerinho – Prague 1909 je mobilní hra z produkce Digital Life Productions. Jedná se o plně 3D hru z vlastního pohledu. Hra vznikla použitím nástroje Unity 3D pro platformy iOS, Android a v budoucnu možná i Windows Phone. Vyšla 3. března 2014.

## Děj
Děj hry se odehrává v Praze v roce 1909. Hlavním hrdinou je chudý osmiletý chlapec, který zpočátku s trochou štěstí najde v Čertovce míč a získá tak nový cíl svého života - stát se fotbalovou legendou.

## Zajímavosti
Hudba, která v traileru zazní, pochází z písničky „Všetky oči na mne“ od slovenského rapera Majka Spirita. Na dotaz, proč si právě vybral Soccerinho, odpověděl: „Zaujal mě příběh mladého chlapce, který si jde za svým snem, tvrdě pracuje a má lásku k fotbalu. Vidím v tom tak trochu sebe, stejně jako on jsem začínal na ulici. Jsem rád, že je o mojí tvorbu zájem v tak zajímavém projektu a věřím, že i takováto forma přiblíží sport mladým lidem.“